# Sandra Ygueravide Viana
Sandra Ygueravide Viana (València, 28 de desembre de 1984) és una jugadora de bàsquet valenciana.
Base, es formà en les categories inferiors del Ros Casares amb el qual debutà a la Lliga Femenina amb disset anys. Amb el club valencià guanyà tres Copes de la Reina (2002, 2003, 2004) i una Lliga (2003-04). La temporada 2004-05 fitxà pel Perfumerias Avenida, guanyant la seva quarta Copa de la Reina. Més endavant, jugà en diversos equips de la competició estatal, Ciudad de Burgos (2005-06), Estudiantes (2006-2011), Hondarribia Irún (2011-13), entre d'altres. També ha competit a la Lliga turca, francesa (Pays d'Aix Basket 13, ESB Villeneuve-d'Ascq), polonesa, amb el Wisla Can-Pack guanyat un títol de Copa (2017) i aconseguint un subcampionat de lliga (2016-17), i amb el Nadezhda Orenburg de la Lliga russa, guanyant el seu primer títol europeu, l'EuroCup Femenina (2018-19). La temporada 2022-23 tornà a la competició estatal jugant al Lointek Gernika i l'any següent fitxà per l'Uni Girona Club de Bàsquet.
Internacional amb la selecció espanyola, ha participat al Preeuropeu de Bàsquet de 2017 i 2023. També ha competit internacionalment en la modalitat de 3x3, proclamant-se campiona d'Europa (2021, essent MVP del torneig), juntament amb Vega Gimeno, Marta Canella i Aitana Cuevas, i dues vegades subcampiona (2019, 2023). El setembre de 2022 assolí el número 1 del rànquing FIBA 3x3, essent la primera jugadora estatal en aconseguir-ho. També ha participat als Jocs Olímpics de Paris 2024 aconseguint la medalla d'argent juntament amb Vega Gimeno, Juana Camilión i Gracia Alonso de Armiño.

## Palmarès
Clubs
- 1 EuroCup femenina (2018-19)
- 1 Lliga espanyola de bàsquet femenina (2003-04)
- 4 Copes espanyoles de bàsquet femenina (2002, 2003, 2004, 2005)
- 1 Copa polonesa de bàsquet femenina (2017)

Selecció espanyola
- 1 medalla d'argent als Jocs Olímpics de Paris 2024
- 2 medalles d'or al Campionat d'Europa 3x3 (2021, 2024)
- 2 medalles d'argent al Campionat d'Europa 3x3 (2019, 2023)

Individual
- 2 MVP del Campionat d'Europa 3x3 (2021, 2024)